# Снайдер, Кайл
Ка́йл Сна́йдер (англ. Kyle Snyder; род. 20 ноября 1995, Woodbine) — американский борец вольного стиля, трёхкратный чемпион мира, чемпион Олимпийских игр 2016 в весе до 97 кг, победитель Кубка мира.

## Биография
Родился 20 ноября 1995 года в штате Мэриленд, США.
Первый успех пришёл к Снайдеру в 2013 году, когда он победил в финале молодёжного первенство мира в Софии борца из Армении Виктора Казишвили.
В 2015 году добился успеха, выиграв и Панамериканские игры, и чемпионат мира. При этом стал самым молодым американским чемпионом мира по борьбе.
В финале Олимпийских игр 2016 в Рио-де-Жанейро одолел Хетага Гозюмова, представлявшего сборную Азербайджана, став самым молодым американским олимпийским чемпионом по вольной борьбе.
В 2017 году завоевал серебро на Кубке мира в Керманшахе, победил на Панамериканском чемпионате в Лауру-ди-Фрейтасе. На чемпионате мира вновь выиграл золотую медаль.
Стал четвёртым по счёту борцом, получившим престижный приз Джеймса Салливана за 2017 год, как выдающийся спортсмен-любитель Соединенных Штатов Америки.
В 2018 году победил на Кубке мира в Айове-Сити, в отсутствие сильных команд России и Ирана. На чемпионате мира 2018 года завоевал серебряную медаль.
В 2019 году выиграл Панамериканский чемпионат в Буэнос-Айресе и Панамериканские игры в Лиме. На чемпионате мира 2019 года завоевал бронзовую медаль.
В 2020 году выиграл Панамериканский чемпионат в Оттаве.
В 2021 году выиграл Панамериканский чемпионат в Гватемале.
На чемпионате мира, который проходил в октябре в норвежской столице, стал серебряным призёром в весовой категории до 97 кг. В финале уступил российскому борцу Абдулрашиду Садулаеву.
В 2022 году, выступая в весовой категории до 97 кг, завоевал золотые медали на Панамериканском чемпионате в Акапулько и на чемпионате мира в Белграде. В финале мирового первенства победил словацкого борца Батырбека Цакулова.
В 2023 году завоевал золотые медали на Панамериканском чемпионате в Буэнос-Айресе и Панамериканских играх в Сантьяго. На чемпионате мира 2023 года завоевал бронзовую медаль.
В 2015—2017 годах трижды был обладателем приза Джона Смита, вручаемого лучшему борцу-вольнику года в США.